# Кисели руј
Кисели руј ( Rhus typhina L.) назив рода потиче од грчког имена за гроздасти руј ῥοῦς, или од келтског — 'rhudd' — црвен, због црвених плодова. Епитет врсте  typhina тумачи Лине са сарадницима тако што пореди сомотски маљаве гране ове врсте са роговима јелена у развоју „Ramis hirtis uti typhi cervini“. Руски назив „сумах оленерогий“ ово потврђује. Поред српског назива кисели руј срећу се и називи кисела рујевина, длакави руј, сирћетово дрво, кисело дрво.

## Опис врсте
Брзорастући листопадни дводоми жбун или мало дрво, висине до 6 m (ређе до 10 m). Стабло је кратко, са бројним гранама које су густo длакаве и формирају широко округласту круну.
Листови су непарно перасто сложени, наизменични, састављени од 11-31 лиске. Дужина сложеног листа може да буде и 50-70 cm. Лиска је ланцетаста, клинасте до округласте основе, са зашиљеним врхом и са фино назубљеним ободом. Са лица листови су тамнозелени и глатки, са наличја светлији изузев дуж средишњег нерва, плавичасто сиво длакави.
Цветови у зеленожутим, компактним, усправним, терминалним, гроздовима купастог облика 10-20 cm дугим, пречника 4–6 cm (мушке мање компактне и веће), током јуна-јула. Цветови петочлани. Чашица зелена, листићи зашиљени абаксијално длакави 1,5 mm дуги. Крунични листићи ретко длакави или голи 2–2,5 mm дуги. Мушки: тракасте, жутозелене, сјајне крунице; прашника 5, кратких беличастих филаментума и великих наранџастих антера. Женски: бледо зелених, ужих, при врху задебљалих круничних листића, тучак синкарпан настао од 3 карпеле, надцветан; са три стубића, плодник једноок, јајаст, густо длакав, са једним семеним заметком.
Усправни скупни плод сазрева у августу и септембру и oстаје на гранама током зиме. Један скупни плод садржи 100-700 зрна. Појединачни плод је коштуница, са црвеним, сомотасто длакавим егзокарпом и без мезокарпа. Једносемене коштунице округласте, нешто спљоштене, пречника до 5 mm, орнитохорне. Коштица (ендокарп) веома дебео непропусна за воду и гасове, смеђа, глатка, 3–3,5 mm. Плодови се образују на стаблима 3 до 4 године старим. Плодови, као и кора, веома богати танином.

## Ареал
Од природе распрострањен је на југоистоку Канаде, североистоку и средњем западу САД: јужни Онтарио и Апалачке планине.
У Европу је интродукован у XVII веку као атрактивна украсна биљка, и до данас проширен на Француску, Италију, централну и источну Европу. У Белгију унесен 1898. године. У Азији је касније продро па је ређи; У Кину је доспео 1959. из Мађарске.

## Биоеколошке карактеристике
Пионирска врста која добро успева на сувим и сиромашним земљиштима али и на богатим и влажним. Толерише широк спектар услова средине. На природном станишту у Северној Америци налази се изнад 1500 m н. в. Добро подноси алкална, али толерантна је и на благо кисела земљишта (pH 4,5- 7,2), по текстури од грубих до финих. Не подноси засењене позиције. Толерантна је на сушне услове и негативне температуре до 100 дана годишње..

## Значај
Изузетно декоративна врста због јесењег црвеног колорита листова и скупних плодова који остају преко зиме. Користи се и као пионирска врста на јако деградираном земљишту. Индијанци су правили сок од плодова које су мешали са водом.

### Инвазивност
Као украсна биљка примарно ширење на нова станишта остварује расадничком трговином. Локалним ширењем помоћу коренских избојака осваја простор потискујући аутохтоне врсте, а алелопатским утицајем корена сузбија поник других биљака. Клијавци су врло супериорни у условима слабе осветљености. Погодна станишта за неконтролисано ширење су уз ивице шума, просеке, шибљаци, отворена и запуштена поља, површине поред путева, пожаришта, јаркови, бедеми и насипи, површине поред железничких пруга, неодржаване баште и вртови. Јавља се у првим фазама вегетацијске сукцесије.
Интензитет инвазивности је различит у разним областима интродукције. У Швајцарској је нискоинвазивна, у Белгији је на листи средње инвазивних алохтоних врста (B1), док је у Чешкој је проглашена главном инвазивном врстом. У Кину је интродукована у циљу рехабилитације деградираних земљишта, али се раширила целим басеном Жуте реке и сматра се инвазивном врстом у неким кинеским провинцијама
У нашој земљи не показује опште инвазивне карактеристике, а локално се може контролисати ограничавањем ширења корена (касетном садњом, лименим браницима...). Посебне мере контроле нису потребне, а препоручује се екстензивни мониторинг као и евентуална садња мушких индивидуа која би спречила дијаспору.

## Размножавање
Генеративно и коренским изданцима. Семе разносе птице. Оно има врло јаку комбиновану дормантност (семењача и ембрион), која се у природи отклања проласком кроз цревни тракт животиња и утицајем ниских температура током зиме. У фази поника расте споро, али кад се укорени расте интензивно. У расаднику пре сетве семе треба третирати концентрованом сумпорном киселином, а затим стратификовати у песку 30 дана када се добија 90% исклијалих зрна. На доста плитку дормантност ембриона указују високи проценти исклијавања код механички скарификованог семена (70%) и семена третираног сумпорном киселином 15 минута (49%), без отклањања дормантности ембриона.
Саднице пренете на стално место шире се интензивно коренским изданцима. Бочни корен је јак и дебео и шири се и до 90 cm годишње. Орезивањем или повредама надземног дела интензивира се раст и ширење корена. После 15. године биљка слаби у порасту и бујности. У расаднику вегетативно се размножавају украсни унутарврсни таксони као што је Rhus typhina 'Laciniata' или основна форма ако се жели одређени пол: женске индивидуе због декоративних плодова, или мушке због спречавања неконтролисаног ширења семеном. И у једном и у другом случају користе се искључиво коренске резнице. Оне се регенеришу на отвореном, тако што се „сеју“ слично семену: у отворену бразду убацују се сегменти корена дужине до 7 cm, а затим покривају мешавином тресета и песка (1:1).
У Кенту (Велика Британија) регенерација се врши у хладним лејама чиме се пружају бољи услови, а метода интензивира. Леје се припреме у јесен или почетком зиме, а средином зиме се врши побадање резница. Леја се напуни супстратом без сабијања и покрије стаклом, а непосредно пре побадања лако поваља и изравна. Побадање се врши на одстојањима 5х5, вертикално. Проксимални, раван рез треба да је у нивоу супстрата. Покривање се врши грубим песком без креча или перлитом. Дебљина слоја 1-1,5 cm. Леје се покривају стаклом, а по потреби у хладним данима и саргијом; са отопљењима се проветравају дизањем окана, да би се у априлу окна потпуно подигла. Наводњавање и рано плевљење руком је неопходно током вегетације. Биљке се ваде у јесен или наредног пролећа (кад им је корен добро развијен) и пресађују у школе или контејнере.